# رمضان (جمهوری آذربایجان)
رمضان (به لاتین: Ramazan) یک منطقه مسکونی در جمهوری آذربایجان است که در شهرستان آب‌شوران واقع شده است.